# Замбоанга-Сибугай
Замбоанга-Сибугай или Замбоанга-Сибугей (таг. Zamboanga Sibugay, замбоанг. креольск.: Provincia de Zamboanga Sibugay, исп. Zamboanga-Sibúguey) — провинция Филиппин в регионе Полуостров Замбоанга на острове Минданао. Административный центр провинции — город Ипиль. Как отдельная провинция существует с 2001 года. Соседние провинции — Северная Замбоанга и Южная Замбоанга.

## География
Замбоанга-Сибугай была отделена от провинции Южная Замбоанга, их общая площадь составляет 3228,3 км². Её собственная площадь — 3 087,9 км². Примерные координаты провинции — 123° в. д. и от 7° до 14° с. ш. На востоке она граничит с Южной Замбоангой, на западе и севере — с Северной Замбоангой. На юге она примыкает к бухте Сибугай, а на юго-востоке её ограничивает город Замбоанга (Замбоанга-Сити).

## Климат
Как для экваториального климата в целом, и для Филиппин в частности, для этой провинции не характерны сезонные различия. Температура круглый год находится в диапазоне 22-35 °С, и колеблется в зависииости от других факторов. Выпадение осадков колеблется от 1500 до 3500 мм в год.
Характерные для тропической зоны разрушительные тайфуны здесь не редки.

## Население
По переписи 2010 года численность населения провинции Замбоанга-Сибугай составляет 584 685 человек, плотность населения — 189,35 чел./км². Прирост населения составляет более 2 % в год.
Национальными языками являются субанон, себуано, хилигайнон (см. австронезийские языки) и чабакано (см. креольские языки). Используются также широко распространенные на Филиппинах в целом языки илокано и тагальский (государственный).

## Административное деление
В административном отношении делится на 16 муниципалитет:
- Алисия (Alicia)
- Бунг (Buug)
- Диплахан (Diplahan)
- Имельда (Imelda)
- Ипил (Ipil)
- Кабасалан (Kabasalan)
- Мабухай (Mabuhay)
- Малангас (Malangas)
- Нага (Naga)
- Олутанга (Olutanga)
- Пайао (Payao)
- Роселлер Лим (Roseller Lim)
- Сиай (Siay)
- Талусан (Talusan)
- Титай (Titay)
- Тунгаван (Tungawan)

## Экономика
В сельском хозяйстве провинции развито производство хлеба, риса и маиса (кукурузы). Из отраслей промышленности функционирует производство мебели, базирующееся на местной деревообрабатывающей промышленности. Позднее появились новые отрасли, такие как легкая,
производство тканей и одежды, и ряд других.
В земледелии выращивают также рис, кукуруза, кокос, каучук, фрукты, кофе, какао, табак, и другое.